# 에드먼드 킨

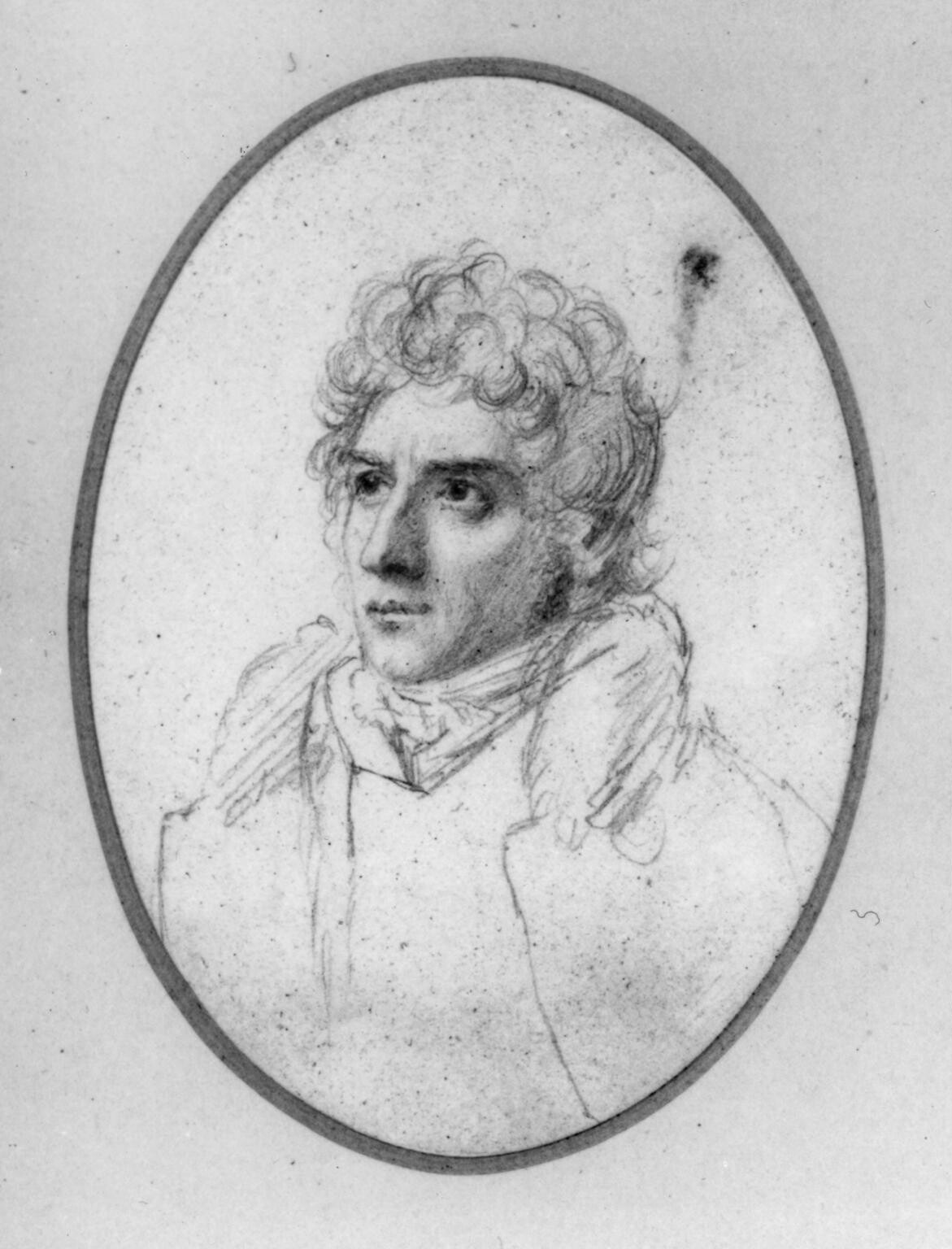

에드먼드 킨(Edmund Kean, 1787년 11월 4일 ~ 1833년 5월 15일)은 영국 셰익스피어 전문 배우로이다. 런던, 벨파스트, 뉴욕, 퀘벡, 파리 등지에서 공연했다. 짧은 키, 소란스러운 사생활, 논란이 많은 이혼으로 유명했다.
14세에 요크 극장에서 햄릿, 헤이스팅스, 카토 역으로 20일 동안 주연을 맡는 계약을 맺었다. 얼마 지나지 않아 그가 여행하는 극단인 리처드슨 극장에 있을 때 그의 능력에 대한 소문이 조지 3세에게 전해졌고, 조지 3세는 그에게 윈저성에 출연하라고 명령했다. 그 후 그는 서커스에 합류했는데, 그곳에서 승마 위업을 수행하던 중 넘어져 두 다리가 부러졌다. 이 사고로 평생 발등이 붓는 흔적이 남았다.
몇 년 동안 그의 전망은 매우 우울했지만 1814 년 파산 직전에 있던 드루리 레인 왕립극장 위원회는 인기를 되찾기 위해 그에게 기회를 주기로 결심했다. 런던에서의 첫 등장에 대한 기대가 그에게 가까웠을 때 그는 너무 열광적이어서 "내가 성공하면 나는 미쳐 버릴 것이다."라고 외쳤다.
1814년 1월 26일의 오프닝에서는 샤일록 역할로 청중에게 거의 통제할 수 없는 열광을 불러일으켰다. 동시대 사람들은 킨이 캐릭터 묘사에 존엄성과 인간성을 가져왔다는 것을 인식했다. 제인 오스틴은 1814년 3월 2일자 편지에서 그의 인기를 언급한다. 《리처드 3세》, 《햄릿》, 《오셀로》, 《맥베스》, 《리어왕》의 연속 출연은 비극적 감정의 범위에 대한 그의 숙달을 보여주었다.